# Andrzej Żuławski
Andrzej Żuławski (Lwów, 22 november 1940 – Warschau, 17 februari 2016) was een Pools filmregisseur.
Zijn bekendste film is volgens velen Possession (1981). Żuławski geldt als een cultregisseur wiens films vooral circuleren in het filmhuiscircuit.

## Biografie
Żuławski is in 1940 geboren in het toenmalig Poolse Lwów. Later verhuisde hij naar Tsjechoslowakije met zijn vader, de diplomaat en schrijver Miroslaw Żuławski (1913-1995). Uiteindelijk keerden ze terug naar Polen. Hij heeft in de jaren 1957-1959 een studie film gevolgd in Parijs, waar hij ook Roman Polanski leerde kennen. Die bracht hem in contact met de beroemde Poolse regisseur Andrzej Wajda, bij wie Żuławski stage ging lopen. Hij trad op als assistent-regisseur bij de films Samson (1961, Andrzej Wajda), Popioły (1965, Andrzej Wajda) en The Night of the Generals (1967, Anatole Litvak). In dezelfde periode studeerde hij ook filosofie in Warschau en daarna politicologie in Parijs. Hij regisseerde twee korte films, Piesn Triumfajacej Milosci en Pavoncello, voor de Poolse televisie. Zijn eerste speelfilm was The Third Part Of The Night (1971) en was een adaptatie van een boek van zijn vader Miroslaw Żuławski, die ook meeschreef aan zijn twee korte films.
Nadat zijn tweede film The Devil in Polen verboden werd, vertrok hij naar Frankrijk. Daar draaide hij in 1975 het dramatische L'important c'est d'aimer met Romy Schneider, die voor haar prestatie de allereerste César voor beste actrice ontving. Uiteindelijk keerde hij terug naar Polen om daar te beginnen aan wat zijn magnum opus zou moeten worden, Na srebrnym globie (de zilveren globe). Nadat hij driekwart van de film afhad, zette de Poolse regering in 1978 de productie stop. In 1987 heeft hij de film opgevuld met beeldmateriaal en audiocommentaar waarin hij aangeeft wat er zou moeten zijn gebeurd.
Hierna ging hij opnieuw terug naar Frankrijk, waar hij bekend werd als een controversiële regisseur, die vaak actrices ontdekte of herontdekte. Onder hen was naast Romy Schneider ook Isabelle Adjani, die in 1981 een César ontving voor het meesterwerk Possession. Hierna ontdekte Żuławski zijn muze Sophie Marceau, met wie hij in 1985 trouwde. Zij speelde rollen in L'Amour braque, Mes nuits sont plus belles que vos jours en La Note bleue voordat Żuławski begin jaren negentig terugkeerde naar Polen voor Szamanka. Deze kreeg internationaal een goede ontvangst bij arthouse-liefhebbers. Toch ging Żuławski opnieuw terug naar Frankrijk, waar hij in 2000 zijn laatste film La Fidélité maakte, wederom met Sophie Marceau. Hij had echter in interviews aangegeven dat hij daarna nog een laatste film in Polen zou willen maken. De laatste tijd schreef hij ook romans.
Żuławski overleed in 2016 aan kanker, waaraan hij al enige tijd leed. Hij werd 75 jaar oud.

## Persoonlijk
- De in 1971 geboren Poolse filmregisseur Xawery Żuławski is een zoon van Żuławski en de actrice Małgorzata Braunek.
- Sophie Marceau, van wie hij in 2001 scheidde, is de moeder van zijn zoon Vincent, geboren in 1995.

## Filmografie
- La Fidélité - 2000 (Fidelity)
- Szamanka - 1996 (The Shaman)
- La Note bleue - 1991 (The Blue Note)
- Boris Godounov - 1989
- Mes nuits sont plus belles que vos jours - 1989 (My Nights Are More Beautiful Than Your Days)
- Na srebrnym globie - 1987 (The Silver Globe)
- L'Amour braque - 1985
- La Femme publique - 1984 (The Public Woman)
- Possession - 1981
- L'important c'est d'aimer - 1975 (The Most Important Thing: Love)
- Diabel - 1972 (The Devil)
- Trzecia Czesc Nocy - 1971 (The Third Part Of The Night)
- Piesn Triumfajacej Milosci (TV) - 1969 (The Story Of Triumphant Love)
- Pavoncello (TV) - 1967